# アイドルマスターシリーズ
アイドルマスターシリーズ（THE IDOLM@STER、略称：アイマス）は、バンダイナムコエンターテインメント（旧：ナムコ）から発売されている育成シミュレーションゲーム、およびメディアミックスのシリーズ。

## ゲームシリーズ作品一覧
| タイトル                                                         | リリース日     | ジャンル                                  | ハード                                   | 備考                                                            |
| ---------------------------------------------------------------- | -------------- | ----------------------------------------- | ---------------------------------------- | --------------------------------------------------------------- |
| THE IDOLM@STER                                                   | 2005年7月26日  | アイドルプロデュース                      | アーケード                               | 2010年9月1日にオンラインサービス終了。                          |
| THE IDOLM@STER                                                   | 2007年1月25日  | アイドル育成シミュレーション              | Xbox 360                                 |                                                                 |
| THE IDOLM@STER LIVE FOR YOU!                                     | 2008年2月28日  | ライブシミュレーション                    | Xbox 360                                 |                                                                 |
| THE IDOLM@STER SP                                                | 2009年2月19日  | アイドルプロデュース                      | PSP                                      |                                                                 |
| THE IDOLM@STER Dearly Stars                                      | 2009年9月17日  | トップアイドルアドベンチャー              | DS                                       |                                                                 |
| アイドルマスター モバイル                                        | 2010年12月21日 | エリアゲーム                              | フィーチャーフォン（モバイルコンテンツ） |                                                                 |
| THE IDOLM@STER 2                                                 | 2011年2月24日  | アイドルユニットプロデュース              | Xbox 360                                 |                                                                 |
| THE IDOLM@STER 2                                                 | 2011年10月27日 | アイドルユニットプロデュース              | PS3                                      |                                                                 |
| アイドルマスター シンデレラガールズ                              | 2011年11月28日 | ソーシャルゲーム                          | Mobage                                   | 2023年3月30日にサービス終了。                                   |
| アイドルマスター モバイルi                                       | 2012年3月30日  | エリアゲーム                              | iOS                                      | 2016年1月18日にサービス終了。                                   |
| THE IDOLM@STER SHINY FESTA                                       | 2012年10月25日 | アニメ付き・アイドルリズムゲーム          | PSP                                      |                                                                 |
| THE IDOLM@STER SHINY FESTA                                       | 2013年4月22日  | アニメ付き・アイドルリズムゲーム          | iOS                                      |                                                                 |
| アイドルマスター ミリオンライブ!                                 | 2013年2月27日  | アイドルグループ・プロデュースゲーム      | GREE                                     | 2018年3月19日にモバイル・PC版共にサービス終了。                 |
| アイドルマスター ミリオンライブ!                                 | 2016年2月2日   | アイドルグループ・プロデュースゲーム      | PCブラウザ                               | 2018年3月19日にモバイル・PC版共にサービス終了。                 |
| アイマスチャンネル                                               | 2013年10月2日  | PS3用アイマスコンテンツ ホームアプリ      | PS3                                      |                                                                 |
| アイドルマスター ワンフォーオール                                | 2014年5月15日  | アイドルプロデュース                      | PS3                                      |                                                                 |
| アイドルマスター SideM                                           | 2014年7月17日  | ドラマチックアイドル育成カードゲーム      | Mobage                                   | 2023年1月5日にサービス終了。                                    |
| アイドルマスター シンデレラガールズ スターライトステージ         | 2015年9月3日   | アイドルリズムゲーム                      | Android                                  |                                                                 |
| アイドルマスター シンデレラガールズ スターライトステージ         | 2015年9月10日  | アイドルリズムゲーム                      | iOS                                      |                                                                 |
| アイドルマスター シンデレラガールズ スターライトステージ         | 2021年9月3日   | アイドルリズムゲーム                      | PCブラウザ                               | DMM GAMES版（一部機能制限あり）。 2025年8月21日サービス終了予定 |
| アイドルマスター マストソングス 赤盤/青盤                        | 2015年12月10日 | 10周年記念ベストアルバム・リズムゲーム    | PS Vita                                  |                                                                 |
| アイドルマスター プラチナスターズ                                | 2016年7月28日  | アイドル育成ライブゲーム                  | PS4                                      |                                                                 |
| アイドルマスター シンデレラガールズ ビューイングレボリューション | 2016年10月13日 | VRアイドルライブ                          | PS VR                                    |                                                                 |
| アイドルマスター ミリオンライブ! シアターデイズ                  | 2017年6月29日  | アイドルライブ&プロデュースゲーム         | iOS / Android                            | 韓国語版及び繁体字版の配信期間は2019年8月30日 - 2022年1月28日。 |
| アイドルマスター SideM LIVE ON ST@GE!                            | 2017年8月30日  | ドラマチックアイドル育成ライブゲーム      | iOS / Android                            | 2021年8月31日にサービス終了。                                   |
| アイドルマスター ステラステージ                                  | 2017年12月21日 | アイドル育成ライブゲーム                  | PS4                                      |                                                                 |
| アイドルマスター シャイニーカラーズ                              | 2018年4月24日  | アイドル育成&ライブ対戦                   | enza                                     |                                                                 |
| アイドルマスター シャイニーカラーズ                              | 2019年3月13日  | アイドル育成&ライブ対戦                   | iOS / Android                            |                                                                 |
| アイドルマスター ポップリンクス                                  | 2021年1月21日  | オリジナルユニット育成&ライブパズルゲーム | iOS / Android                            | 2022年7月21日にサービス終了。                                   |
| アイドルマスター SideM GROWING STARS                             | 2021年10月6日  | アイドルプロデュース&リズムゲーム         | iOS / Android                            | 2023年7月31日にサービス終了。                                   |
| アイドルマスター スターリットシーズン                            | 2021年10月14日 | アイドルプロジェクトプロデュースゲーム    | PS4 / Windows（Steam）                   |                                                                 |
| アイドルマスター シャイニーカラーズ Song for Prism               | 2023年11月14日 | アイドルライブ&プロデュースゲーム         | iOS / Android                            |                                                                 |
| 学園アイドルマスター                                             | 2024年5月16日  | アイドル育成ライブゲーム                  | iOS / Android                            |                                                                 |
| アイドルマスター ツアーズ                                        | 2025年3月26日  | ライブプロデュースゲーム                  | アーケード                               |                                                                 |

## 登場キャラクター
2025年5月現在、「アイドル名鑑」に掲載されているアイドル総数は340名。
各シリーズの登場人物は以下の通り。
- THE IDOLM@STER → THE IDOLM@STERの登場人物
- THE IDOLM@STER Dearly Stars → THE IDOLM@STERの登場人物#876プロダクション
- アイドルマスター XENOGLOSSIA → アイドルマスター XENOGLOSSIA#登場人物
- ぷちます! -PETIT IDOLM@STER- → ぷちます! -PETIT IDOLM@STER-#登場キャラクター
- アイドルマスター シンデレラガールズ → アイドルマスター シンデレラガールズの登場人物
- アイドルマスター ミリオンライブ! → アイドルマスター ミリオンライブ!の登場人物
- アイドルマスター SideM → アイドルマスター SideMの登場人物
- THE IDOLM@STER.KR → THE IDOLM@STER.KR#登場人物
- アイドルマスター シャイニーカラーズ → アイドルマスター シャイニーカラーズ#登場人物
- vα-liv → vα-liv#所属ライバーアイドル
- 学園アイドルマスター → 学園アイドルマスター#登場人物

## 歴史
2000年代初頭、「ときめきメモリアルシリーズ」が全盛期を迎えており、アーケードゲームでギャルゲーを実現すべく企画が立ち上がる。これはリライタブルカードを利用したセーブ機能を活用して育成するというもので、アーケードならではの通信を使った競争というテーマに適しているほか、この時代はモーニング娘。を筆頭としたアイドルブームの真っ只中であった影響もあり、アイドルが選ばれた。2001年10月に『ドラゴンクロニクル』の筐体をベースに開発が開始されたが、前例のないものであったことから困難を極め、長い製作期間を経て、2005年7月26日に1作目の『THE IDOLM@STER』が稼働を開始した。
アーケードゲームからコンシューマーゲームへの移植はアーケード稼働前から考えられており、2007年1月25日にXbox 360版の『THE IDOLM@STER』が発売された。この後ライブシーンやストーリーを気軽に楽しむ、という潮流が顕著になり、また同時期にサービスが開始されたニワンゴのニコニコ動画上でゲームのライブシーンにアイドルマスター外も含めた様々な音楽を組み合わせた動画（「ニコマス」と呼ばれている）が多数投稿されるなど、ユーザー・コミュニティが拡大していった。この中で、ライブ・シーンを気軽に楽しむことが出来るように、というコンセプトのもと、2008年2月28日に『THE IDOLM@STER LIVE FOR YOU!』が発売された。
15年以上もの間、アイドル育成ゲームの人気シリーズとして君臨し続けており、現在のアイドルコンテンツの人気の火付け役ともなっている。
なお、アイドルマスター（ザ・アイドルマスター/THE IDOLM@STER等）の名称およびロゴマークは、ともにバンダイナムコエンターテインメントの登録商標となっている（名称：登録番号4736947他）。

## 売上
コンシューマーゲームのシリーズ作品は、2014年6月までに120万本を出荷している。コンシューマーゲーム向け第1作目のXbox 360版『THE IDOLM@STER』はダウンロードコンテンツの売上が3億円を突破し、Xbox 360向けのコンテンツでは2008年1月時点で世界第3位を記録している。
関連CD・DVD・Blu-rayの累計出荷枚数は日本コロムビアから発売されているものが2012年11月までに200万枚を突破しており、『シンデレラガールズ』のシングルシリーズ『THE IDOLM@STER CINDERELLA MASTER 001 - 005』が5作同時にオリコンシングルチャートトップ10入りを記録しているほか、7周年ライブ「THE IDOLM＠STER 7th ANNIVERSARY 765PRO ALLSTARS みんなといっしょに!」の模様を収録したBlu-rayがオリコン週間BDチャートで1位を記録している。また、アニメ『THE IDOLM@STER』およびゲーム『THE IDOLM@STER 2』の企画アルバム『THE IDOLM@STER ANIM@TION MASTER 生っすかSPECIAL 01』が第54回日本レコード大賞にて企画賞を受賞している。
コンテンツファン消費行動調査2018の『支出喚起力ランキング』では、関連市場規模が276億円となり嵐に次ぐ第2位となった。

## 開発スタッフ

### 主な現役スタッフ
| 氏名         | 担当                                                             | 備考 |
| ------------ | ---------------------------------------------------------------- | --- |
| 波多野公士   | ゼネラルマネージャー                                             | 現職はバンダイナムコエンターテインメント（以下BNEI）765プロダクションゼネラルマネージャーで、シリーズ全体のビジネスを統括する。 2022年の部署発足からアイドルマスターシリーズに携わる。             |
| 三本昌史     | アプリ統括プロデューサー                                         | 現職はBNEI第2IP事業ディビジョン第1プロダクション1課マネージャー。 アプリ全体の統括プロデューサーであるが、主に『SideM』の生配信番組で開発側のスポークスマンを務める。                              |
| 久夛良木勇人 | 開発プロデューサー （家庭用タイトル）                            | 主に『プラチナスターズ』以降の家庭用機向けタイトルの開発プロデューサーを担当。 通称くたぴっぴ。 |
| 狭間和歌子   | 開発プロデューサー （ミリオンライブ!）                           | 『ミリオンライブ!シアターデイズ』の開発プロデューサーの他、マーケティング部門や2023年以降のアニメシリーズを統括する。通称わかちこP。                                                               |
| 高山祐介     | 開発プロデューサー （シャイニーカラーズ）                        | 『シャイニーカラーズ』の開発プロデューサー。通称パパ山。 |
| 田宮清高     | キャラクターデザイン （765PRO ALLSTARS、ミリオンライブ!）        | バンダイナムコスタジオ（以下BNSI）所属。『SP』から参加。 876プロサイド、『2』以降における窪岡デザインのリファインやJupiterなどの全キャラクター、『ミリオンライブ』の全キャラクターデザインを担当。 |
| 杏仁豆腐     | キャラクターデザイン （シンデレラガールズ）                      | フリーのイラストレーター。CDシリーズのジャケットなどを担当。 『シンデレラガールズ』での多数のキャラクターデザインも担当している。                                                                  |
| 曽我部修司   | キャラクターデザイン （SideM）                                   | FiFS所属。主に『SideM』のキャラクターデザインを手掛けている。 |
| 中川浩二     | 音楽プロデューサー                                               | BNSI所属。シリーズ全タイトルの音楽を統括している。 |
| 佐藤貴文     | 音楽プロデューサー （ミリオンライブ!、学園アイドルマスター）     | BNSI所属。『ミリオンライブ!シアターデイズ』音楽ディレクター『学園アイドルマスター』音楽プロデューサーを担当の他、『シンデレラガールズ』等でも楽曲提供している。                                    |
| 柏谷智浩     | 音楽プロデューサー （765PRO ALLSTARS、シンデレラガールズ）       | 日本コロムビア所属。主に『シンデレラガールズ』の音楽プロデューサーを務めている。 かつては765PRO ALLSTARS楽曲のプロデュースも行っていた。                                                           |
| JUNGO        | ライブ・イベント総合演出 （シンデレラガールズ、ミリオンライブ!） | マイノオト代表取締役。 主に『シンデレラガールズ』『ミリオンライブ!』関連ライブ・イベントの総合演出、映像制作を担当している。                                                                       |

### 主な元制作スタッフ
| 氏名                         | 当時の担当                                  | 備考 |
| ---------------------------- | ------------------------------------------- | --- |
| 坂上陽三                     | シリーズ総合プロデューサー                  | 現職はBNSI技術スタジオ第3グループスーパーバイザー。 通称ガミP、ヘンタイ。シリーズに関わったのはXbox 360版から。2023年3月末をもって総合プロデューサーを退任。 |
| 石原章弘                     | シリーズ総合ディレクター                    | 通称ディレ1、BNEI退社後は元石原とも呼ばれる。2020年7月現在はグッドスマイルカンパニーに勤務で新作ゲーム『ストリームヒーロー!』（開発元：Aiming）プロデューサー。 シリーズ初期（アーケード版）立ち上げから関わっていた。以降の作品はディレクションや監修などを担当。『SP』では監督としてクレジット、『2』ではシナリオの一部を担当している。 2016年1月31日でBNEIを退社し、『シンデレラガールズ』の開発元でもあるCygamesに在籍（2016年〜2019年）。同社のメディアミックスプロジェクト『ウマ娘 プリティーダービー』でコンテンツプロデューサーを担っていた。 『ラブプラス』『シャインポスト』のディレクターである石原明広（コナミデジタルエンタテインメント）は漢字違いの同姓同名の別人。 |
| 小山順一朗                   | アーケード版プロデューサー                  | アーケード版の立ち上げを主に行ってきた。アーケード版リリース以降は『機動戦士ガンダム 戦場の絆』開発のためにアイマスの現場からは離れる。 その後バンダイナムコアミューズメントのクリエイティブフェローとして、主に『VR ZONE』を中心としたVRアクティビティの開発に従事、現在はホットスタッフ・プロモーション所属。 |
| 窪岡俊之                     | キャラクターデザイン （765PRO ALLSTARS）    | アニメーター・アニメ演出家。765プロサイドのキャラクターデザインを担当。 『SP』以降は名義のみ参加に留まっているが、一部CDのイラスト、劇場版パンフレットおよび来場者特典でイラストを寄稿している。 |
| 田中文啓                     | 開発プロデューサー （ディアリースターズ）   | ブシロード所属で、元BNEI所属（2010年3月頃退社）。通称ブンケイP。 BNEI時代はシリーズの広報を担当し、『DS』ではプロデューサーも担当した。 ブシロード移籍後はヴァイスシュヴァルツのプロデューサーを担当し、BNEI退社後もアイドルマスターの商品展開に関わる。 『THE IDOLM@STER STATION!!!』や『アイマスタジオ サテライトステーション』など、ウェブラジオや公開生放送にBNEIのスタッフと共に出演することもあった。 |
| 小美野日出文                 | 開発プロデューサー （学園アイドルマスター） | シリーズ全般のアシスタントプロデューサーを務める他、『学園アイドルマスター』も担当した。通称コミーノまたはチャック。 狭間の産休時は『ミリオンライブ!シアターデイズ』のプロデューサー代理を引き受けていた。 |
| 熊ジェット                   | コミック （シンデレラガールズ）             | 元Cygames所属で、主にゲーム内5コマ漫画『シンデレラガールズ劇場』を担当（※ノンクレジットだが、アニメ版ではキャラクターデザイン原案として名を連ねる）。 2021年にCygamesを退社し、同業のYostarに転籍。 |
| 内田哲也                     | 音楽ディレクター （シンデレラガールズ）     | 元BNSI所属。主に『シャイニーフェスタ』とアニメ版『シンデレラガールズ』の音楽ディレクターを担当。 現在はCygames所属で、『プリンセスコネクト!Re:Dive』『ウマ娘 プリティーダービー』などを担当。 |
| 保坂拓也                     | 音楽プロデューサー （ミリオンライブ!）      | 元ランティス所属。『ミリオンライブ!』初期から2019年まで音楽プロデューサーを担当した。 |
| 鳥羽洋典                     | 製作プロデューサー （アニメシリーズ）       | アニプレックス所属の製作プロデューサー。 主にテレビアニメ『THE IDOLM@STER』『シンデレラガールズ』『SideM』、映画『THE IDOLM@STER MOVIE 輝きの向こう側へ!』の製作を手掛けた。 |
| 高橋祐馬                     | 広報プロデューサー （アニメシリーズ）       | アニプレックス所属の元広報プロデューサー。 主にテレビアニメ『THE IDOLM@STER』『シンデレラガールズ』『SideM』、映画『輝きの向こう側へ!』の広報を手掛けた。 |
| A-1 Pictures （CloverWorks） | アニメーション制作                          | アニプレックス傘下のアニメ制作会社。 テレビアニメ『THE IDOLM@STER』『シンデレラガールズ』『SideM』、映画『輝きの向こう側へ!』の製作や、GREE版『ミリオンライブ!』のカードイラストを担当。 主に高円寺スタジオにて制作しており、同スタジオがCloverWorksとして分社化されてからは『スターライトステージ』5周年PVおよびTVCM向けアニメーション、VOY@GER（スタジオカラーと共同）のMV制作を担当した。 |

## ライブイベント
アイドルキャラクターを演じる声優によるライブイベントが初期から行われている。
各ブランドの単独イベントについてはそれぞれの記事を参照。本項目では『THE IDOLM@STER』ブランドで扱われている「765PRO ALLSTARS」について記載する。ただし、『ミリオンライブ!』のイベントに関しては、「765PRO ALLSTARS」メンバーが出演しているものに関してのみ記載する。
- 「PRODUCER MEETING」など、厳密にはライブではないがそれに準じるイベントについてもここで扱う。
- 「6th ANNIVERSARY SMILE SUMMER FESTIV@L!」および「8th ANNIVERSARY HOP!STEP!!FESTIV@L!!!」各公演のうち太字になっているのはその公演でのリーダー。
- 「MR ST@GE!!MUSIC♪GROOVE☆」は「765PRO ALLSTARS」全員が出演、そのうち1人（亜美・真美は2人）が日替わり主演アイドルを務める。

### 単独・シリーズ合同イベント
| 公演年 | タイトル                                                                       | タイトル                                                                       | 公演日・会場                                            | 出演者 | 出典                 |
| ------ | ------------------------------------------------------------------------------ | ------------------------------------------------------------------------------ | ------------------------------------------------------- | --- | -------------------- |
| 2006年 | THE IDOLM@STER 1st ANNIVERSARY LIVE                                            | THE IDOLM@STER 1st ANNIVERSARY LIVE                                            | 7月23日 新木場STUDIO COAST                              | 中村繪里子、落合祐里香、若林直美、たかはし智秋、今井麻美、平田宏美、釘宮理恵、仁後真耶子、下田麻美、滝田樹里                                                                                            | [ 28 ]               |
| 2007年 | THE IDOLM@STER ALL STAR LIVE 2007                                              | THE IDOLM@STER ALL STAR LIVE 2007                                              | 4月1日 お台場Zepp TOKYO                                 | 中村繪里子、落合祐里香、若林直美、たかはし智秋、今井麻美、平田宏美、釘宮理恵、仁後真耶子、下田麻美、長谷川明子、滝田樹里                                                                                | [ 29 ]               |
| 2007年 | Go to the NEXTSTAGE!!THE IDOLM@STER GREAT PARTY                                | @TOKYO                                                                         | 10月28日 渋谷O-EAST                                     | 中村繪里子、今井麻美、下田麻美、仁後真耶子、平田宏美、若林直美、滝田樹里 | [ 30 ]               |
| 2007年 | Go to the NEXTSTAGE!!THE IDOLM@STER GREAT PARTY                                | @OSAKA                                                                         | 11月3日 大阪心斎橋BIG CAT                               | 中村繪里子、今井麻美、下田麻美、仁後真耶子、たかはし智秋、長谷川明子、滝田樹里 | [ 31 ]               |
| 2007年 | Go to the NEXTSTAGE!!THE IDOLM@STER GREAT PARTY                                | @TOKYO+                                                                        | 11月4日 渋谷O-EAST                                      | 中村繪里子、今井麻美、仁後真耶子、下田麻美、若林直美、たかはし智秋、平田宏美、長谷川明子、滝田樹里 |                      |
| 2008年 | Go to the NEW STAGE!THE IDOLM@STER 3rd ANNIVERSARY LIVE                        | Go to the NEW STAGE!THE IDOLM@STER 3rd ANNIVERSARY LIVE                        | 7月27日 パシフィコ横浜国立大ホール                      | 中村繪里子、若林直美、たかはし智秋、今井麻美、平田宏美、釘宮理恵、仁後真耶子、下田麻美、長谷川明子、滝田樹里、沼倉愛美、原由実 スペシャルゲスト：串田アキラ                                             | [ 32 ]               |
| 2009年 | THE IDOLM@STER 4th ANNIVERSARY PARTY SPECIAL DREAM TOUR'S!!                    | 名古屋公演                                                                     | 5月17日 CLUB DIAMOND HALL（愛知県）                     | 中村繪里子、今井麻美、仁後真耶子、長谷川明子、沼倉愛美、原由実 | [ 33 ]               |
| 2009年 | THE IDOLM@STER 4th ANNIVERSARY PARTY SPECIAL DREAM TOUR'S!!                    | 福岡公演                                                                       | 5月24日 DRUM LOGOS（福岡県）                            | 落合祐里香、若林直美、下田麻美、長谷川明子、沼倉愛美 | [ 34 ]               |
| 2009年 | THE IDOLM@STER 4th ANNIVERSARY PARTY SPECIAL DREAM TOUR'S!!                    | 東京公演                                                                       | 5月30日 JCBホール（東京都）                             | 中村繪里子、今井麻美、仁後真耶子、若林直美、たかはし智秋、平田宏美、長谷川明子、沼倉愛美、原由実、滝田樹里、戸松遥、花澤香菜                                                                            | [ 35 ]               |
| 2009年 | THE IDOLM@STER 4th ANNIVERSARY PARTY SPECIAL DREAM TOUR'S!!                    | 大阪公演                                                                       | 7月23日なんばhatch（大阪府）                            | 中村繪里子、今井麻美、仁後真耶子、平田宏美、原由実、滝田樹里、沼倉愛美 | [ 36 ]               |
| 2009年 | THE IDOLM@STER 2009 H@ppy Christm@s P@rty!!                                    | THE IDOLM@STER 2009 H@ppy Christm@s P@rty!!                                    | 12月23日 新木場STUDIO COAST（東京都）                   | 中村繪里子、長谷川明子、今井麻美、平田宏美、下田麻美、原由実、沼倉愛美、若林直美 | [ 37 ]               |
| 2010年 | THE IDOLM@STER 5th ANNIVERSARY The world is all one!!                          | THE IDOLM@STER 5th ANNIVERSARY The world is all one!!                          | 7月3・4日 幕張イベントホール（千葉県）                  | 両日出演：中村繒里子、長谷川明子、下田麻美、原由実、沼倉愛美、釘宮理恵、仁後真耶子、平田宏美、滝田樹里、今井麻美、たかはし智秋、若林直美 4日のみ：浅倉杏美                                              | [ 38 ]               |
| 2011年 | THE IDOLM@STER 2 765pro H@PPINESS NEW YE@R P@RTY!!2011                         | THE IDOLM@STER 2 765pro H@PPINESS NEW YE@R P@RTY!!2011                         | 1月10日 パシフィコ横浜国立大ホール（神奈川県）          | 中村繪里子、今井麻美、仁後真耶子、平田宏美、下田麻美、長谷川明子、若林直美、原由実、沼倉愛美、浅倉杏美                                                                                                  | [ 39 ]               |
| 2011年 | THE IDOLM@STER 6th ANNIVERSARY SMILE SUMMER FESTIV@L!                          | 東京公演                                                                       | 6月25日 TOKYO DOME CITY HALL（東京都）                  | 中村繪里子、長谷川明子、今井麻美、原由実、若林直美、沼倉愛美、仁後真耶子、平田宏美、下田麻美、浅倉杏美                                                                                                  | [ 40 ]               |
| 2011年 | THE IDOLM@STER 6th ANNIVERSARY SMILE SUMMER FESTIV@L!                          | 札幌公演                                                                       | 7月2日 Zepp Sapporo（北海道）                           | 今井麻美、原由実、中村繪里子、仁後真耶子、平田宏美、若林直美、長谷川明子、沼倉愛美 | [ 40 ]               |
| 2011年 | THE IDOLM@STER 6th ANNIVERSARY SMILE SUMMER FESTIV@L!                          | 名古屋公演                                                                     | 7月9日 Zepp Nagoya（愛知県）                            | 下田麻美、浅倉杏美、中村繪里子、仁後真耶子、平田宏美、若林直美、長谷川明子、沼倉愛美 | [ 40 ]               |
| 2011年 | THE IDOLM@STER 6th ANNIVERSARY SMILE SUMMER FESTIV@L!                          | 福岡公演                                                                       | 7月16日 Zepp Fukuoka（福岡県）                          | 仁後真耶子、平田宏美、中村繪里子、今井麻美、下田麻美、長谷川明子、原由実、浅倉杏美 | [ 40 ]               |
| 2011年 | THE IDOLM@STER 6th ANNIVERSARY SMILE SUMMER FESTIV@L!                          | 大阪公演                                                                       | 7月23日 Zepp Osaka（大阪府）                            | 若林直美、沼倉愛美、中村繪里子、今井麻美、下田麻美、長谷川明子、原由実、浅倉杏美 | [ 40 ]               |
| 2012年 | THE IDOLM@STER WINTER C@RNIVAL!                                                | Daytime C@RNIVAL                                                               | 1月15日 Shibuya O-EAST（東京都）                        | 中村繪里子、長谷川明子、下田麻美、浅倉杏美、仁後真耶子、沼倉愛美 | [ 41 ]               |
| 2012年 | THE IDOLM@STER WINTER C@RNIVAL!                                                | Night C@RNIVAL                                                                 | 1月15日 Shibuya O-EAST（東京都）                        | 中村繪里子、長谷川明子、下田麻美、浅倉杏美、仁後真耶子、原由実 | [ 41 ]               |
| 2012年 | THE IDOLM@STER 7th ANNIVERSARY 765PRO ALLSTARS みんなといっしょに!             | THE IDOLM@STER 7th ANNIVERSARY 765PRO ALLSTARS みんなといっしょに!             | 6月23・24日 横浜アリーナ（神奈川県）                    | 中村繪里子、今井麻美、仁後真耶子、浅倉杏美、平田宏美、若林直美、下田麻美、釘宮理恵、たかはし智秋、長谷川明子、原由実、沼倉愛美、滝田樹里                                                                | [ 42 ]               |
| 2013年 | THE IDOLM@STER MUSIC FESTIV@L OF WINTER!!                                      | THE IDOLM@STER MUSIC FESTIV@L OF WINTER!!                                      | 2月10日 幕張イベントホール（千葉県）                    | 中村繪里子、仁後真耶子、浅倉杏美、若林直美、下田麻美、長谷川明子、原由実、沼倉愛美、滝田樹里 | [ 43 ]               |
| 2013年 | THE IDOLM@STER 8th ANNIVERSARY HOP!STEP!!FESTIV@L!!!                           | 名古屋公演                                                                     | 7月7日 Zepp Nagoya（愛知県）                            | 中村繪里子、今井麻美、長谷川明子、下田麻美、沼倉愛美、滝田樹里 ゲスト：山本希望、佳村はるか、大橋彩香                                                                                                   | [ 44 ]               |
| 2013年 | THE IDOLM@STER 8th ANNIVERSARY HOP!STEP!!FESTIV@L!!!                           | 大阪公演                                                                       | 7月20・21日 オリックス劇場（大阪府）                    | 仁後真耶子、滝田樹里、中村繪里子、浅倉杏美、下田麻美、若林直美 ゲスト：五十嵐裕美、松嵜麗、高森奈津美（20日のみ）、原紗友里（21日のみ）                                                                 | [ 44 ]               |
| 2013年 | THE IDOLM@STER 8th ANNIVERSARY HOP!STEP!!FESTIV@L!!!                           | 横浜公演                                                                       | 8月4日 パシフィコ横浜国立大ホール（神奈川県）           | 長谷川明子、浅倉杏美、中村繪里子、今井麻美、仁後真耶子、原由実、沼倉愛美、若林直美 ゲスト：山崎はるか、田所あずさ、伊藤美来                                                                             | [ 44 ]               |
| 2013年 | THE IDOLM@STER 8th ANNIVERSARY HOP!STEP!!FESTIV@L!!!                           | 福岡公演                                                                       | 9月15日 Zepp Fukuoka（福岡県）                          | 釘宮理恵、原由実、長谷川明子、今井麻美、沼倉愛美 ゲスト：麻倉もも、夏川椎菜 | [ 44 ]               |
| 2013年 | THE IDOLM@STER 8th ANNIVERSARY HOP!STEP!!FESTIV@L!!!                           | 幕張公演                                                                       | 9月21・22日 幕張イベントホール（千葉県）                | 若林直美、下田麻美、沼倉愛美、中村繪里子、長谷川明子、今井麻美、仁後真耶子、釘宮理恵、原由実 ゲスト：大橋彩香、福原綾香、山崎はるか、田所あずさ                                                         | [ 44 ]               |
| 2014年 | THE IDOLM@STER M@STERS OF IDOL WORLD!!2014                                     | THE IDOLM@STER M@STERS OF IDOL WORLD!!2014                                     | 2月22・23日 さいたまスーパーアリーナ                    | 中村繪里子、長谷川明子、今井麻美、仁後真耶子、浅倉杏美、平田宏美、下田麻美、釘宮理恵、たかはし智秋、原由実、沼倉愛美、滝田樹里                                                                          | [ 45 ]               |
| 2014年 | THE IDOLM@STER 9th ANNIVERSARY WE ARE M@STERPIECE!!                            | 大阪公演                                                                       | 8月2・3日 インテックス大阪（大阪府）                    | 今井麻美、釘宮理恵、滝田樹里、下田麻美、浅倉杏美、沼倉愛美 | [ 46 ]               |
| 2014年 | THE IDOLM@STER 9th ANNIVERSARY WE ARE M@STERPIECE!!                            | 名古屋公演                                                                     | 8月16・17日 日本ガイシホール（愛知県）                  | 中村繪里子、今井麻美、平田宏美、滝田樹里、下田麻美、原由実 | [ 46 ]               |
| 2014年 | THE IDOLM@STER 9th ANNIVERSARY WE ARE M@STERPIECE!!                            | 東京公演                                                                       | 10月4・5日 東京体育館（東京都）                         | 中村繪里子、今井麻美、釘宮理恵、平田宏美、下田麻美、浅倉杏美、原由実、沼倉愛美 ゲスト：滝田樹里（4日のみ）、茅原実里（5日のみ）                                                                         | [ 47 ] [ 48 ]        |
| 2015年 | THE IDOLM@STER M@STERS OF IDOL WORLD!!2015                                     | THE IDOLM@STER M@STERS OF IDOL WORLD!!2015                                     | 7月18・19日 西武プリンスドーム（埼玉県）                | 中村繪里子、今井麻美、浅倉杏美、平田宏美、下田麻美、釘宮理恵、たかはし智秋、原由実、沼倉愛美、滝田樹里                                                                                                  | [ 49 ]               |
| 2017年 | THE IDOLM@STER PRODUCER MEETING 2017 765PRO ALLSTARS -Fun to the new vision!!- | THE IDOLM@STER PRODUCER MEETING 2017 765PRO ALLSTARS -Fun to the new vision!!- | 1月28・29日 東京体育館（東京都）                        | 中村繪里子、今井麻美、仁後真耶子、浅倉杏美、平田宏美、若林直美、下田麻美、釘宮理恵、たかはし智秋、長谷川明子、原由実、沼倉愛美 ゲスト：赤羽根健治（両日）、三瓶由布子（28日のみ）、茅原実里（29日のみ） | [ 50 ] [ 51 ] [ 52 ] |
| 2017年 | THE IDOLM@STER 765 MILLIONSTARS First Time in TAIWAN                           | THE IDOLM@STER 765 MILLIONSTARS First Time in TAIWAN                           | 4月22・23日 台北国際会議中心（中華民国台北市）          | 中村繪里子、今井麻美、浅倉杏美、下田麻美、原由実、沼倉愛美 | [ 53 ]               |
| 2017年 | THE IDOLM@STER 765 MILLIONSTARS HOTCHPOTCH FESTIV@L!!                          | THE IDOLM@STER 765 MILLIONSTARS HOTCHPOTCH FESTIV@L!!                          | 10月7・8日 日本武道館（東京都）                         | 7日のみ：中村繪里子、沼倉愛美、平田宏美、原由実、仁後真耶子、たかはし智秋 8日のみ：今井麻美、長谷川明子、若林直美、浅倉杏美、下田麻美、釘宮理恵                                                         | [ 54 ]               |
| 2018年 | THE IDOLM@STER ニューイヤーライブ!!初星宴舞                                    | THE IDOLM@STER ニューイヤーライブ!!初星宴舞                                    | 1月6・7日 幕張メッセ イベントホール（千葉県）           | 中村繪里子、今井麻美、仁後真耶子、平田宏美、若林直美、下田麻美、釘宮理恵、たかはし智秋、長谷川明子、原由実、沼倉愛美                                                                                    | [ 55 ]               |
| 2018年 | THE IDOLM@STER MR ST@GE!!MUSIC♪GROOVE☆                                         | 1st SEASON                                                                     | 4月 - 5月 DMM VR THEATER（神奈川県）                    | 765PRO ALLSTARS 主演アイドル：天海春香、如月千早、萩原雪歩、菊地真、四条貴音、我那覇響 |                      |
| 2018年 | THE IDOLM@STER MR ST@GE!!MUSIC♪GROOVE☆                                         | 2nd SEASON                                                                     | 9月 - 10月 DMM VR THEATER                               | 765PRO ALLSTARS 主演アイドル：天海春香、萩原雪歩、高槻やよい、秋月律子、菊地真、三浦あずさ、双海亜美・双海真美                                                                                          |                      |
| 2018年 | THE IDOLM@STER PRODUCER MEETING 2018 What is TOP!!!!!!!!!!!!!?                 | THE IDOLM@STER PRODUCER MEETING 2018 What is TOP!!!!!!!!!!!!!?                 | 8月4・5日 幕張メッセ イベントホール（千葉県）           | 中村繪里子、今井麻美、浅倉杏美、仁後真耶子、若林直美、たかはし智秋、釘宮理恵、平田宏美、下田麻美、原由実、沼倉愛美 ゲスト：赤羽根健治、高橋李依                                                         | [ 56 ]               |
| 2020年 | THE IDOLM@STER MR ST@GE!!MUSIC♪GROOVE☆                                         | ENCORE                                                                         | 2月22・23・24日DMM VR THEATER                           | 765PRO ALLSTARS 主演アイドル：双海亜美・真美、水瀬伊織 |                      |
| 2022年 | THE IDOLM@STER 765PRO ALLSTARS LIVE SUNRICH COLORFUL                           | THE IDOLM@STER 765PRO ALLSTARS LIVE SUNRICH COLORFUL                           | 7月9日・10日 幕張メッセ イベントホール（千葉県）        | 中村繪里子、今井麻美、仁後真耶子、浅倉杏美、平田宏美、若林直美、下田麻美、釘宮理恵、たかはし智秋、長谷川明子、原由実、沼倉愛美 ゲスト：滝田樹里                                                         | [ 57 ]               |
| 2022年 | THE IDOLM@STER ORCHESTRA CONCERT 〜SYMPHONY OF FIVE STARS!!!!!〜               | THE IDOLM@STER ORCHESTRA CONCERT 〜SYMPHONY OF FIVE STARS!!!!!〜               | 11月12日・13日 幕張メッセ イベントホール（千葉県）      | 12日のみ：今井麻美 13日のみ：沼倉愛美 | [ 58 ] [ 59 ]        |
| 2023年 | THE IDOLM@STER M@STERS OF IDOL WORLD!!!!!2023                                  | THE IDOLM@STER M@STERS OF IDOL WORLD!!!!!2023                                  | 2月11日・12日 東京ドーム（東京都）                      | 中村繪里子、今井麻美、長谷川明子、浅倉杏美、仁後真耶子、平田宏美、釘宮理恵、若林直美、下田麻美、沼倉愛美 ゲスト：茅原実里、高橋李依（12日のみ）                                                         | [ 60 ]               |
| 2024年 | 菊地真・萩原雪歩 twin live “はんげつであえたら”                                | 菊地真・萩原雪歩 twin live “はんげつであえたら”                                | 3月16日・17日 ベイシア文化ホール（群馬県）              | 菊地真、萩原雪歩 | [ 61 ]               |
| 2024年 | 961 PRODUCTION presents 『Re:FLAME』                                           | 961 PRODUCTION presents 『Re:FLAME』                                           | 8月24日・25日 ロームシアター京都 メインホール（京都府） | 星井美希、四条貴音、我那覇響 | [ 62 ]               |
| 2024年 | THE IDOLM@STER M@STER EXPO                                                     | THE IDOLM@STER M@STER EXPO                                                     | 12月14日・15日 幕張メッセ（千葉県）                     | 14日：天海春香 15日：秋月律子 | [ 63 ]               |
| 2025年 | 961 PRODUCTION presents 『Re:FLAME』追加公演                                   | 961 PRODUCTION presents 『Re:FLAME』追加公演                                   | 2月1日 フェニーチェ堺 大ホール（大阪府）                | 星井美希、四条貴音、我那覇響 ゲスト：奥空心白、亜夜（DUSKのみ） | [ 64 ]               |
| 2025年 | THE IDOLM@STER 765 MILLIONSTARS HOTCHPOTCH FESTIV@L!! 2                        | THE IDOLM@STER 765 MILLIONSTARS HOTCHPOTCH FESTIV@L!! 2                        | 3月29日・30日 さいたまスーパーアリーナ（埼玉県）        | 29日：中村繪里子、今井麻美、平田宏美、釘宮理恵、下田麻美、沼倉愛美 30日：長谷川明子、浅倉杏美、仁後真耶子、原由実、若林直美、たかはし智秋                                                               | [ 65 ]               |
| 2025年 | THE IDOLM@STER 20th anniversary ORCHESTRA CONCERT SYMPHONY OF BRILLIANT STARS  | THE IDOLM@STER 20th anniversary ORCHESTRA CONCERT SYMPHONY OF BRILLIANT STARS  | 7月21日 パシフィコ横浜国立大ホール（神奈川県）          | 四条貴音（昼公演のみ） | [ 66 ] [ 67 ]        |
| 2025年 | THE IDOLM@STER 765PRO ALLSTARS LIVE ～NEVER END IDOL!!!!!!!!!!!!!～            | THE IDOLM@STER 765PRO ALLSTARS LIVE ～NEVER END IDOL!!!!!!!!!!!!!～            | 8月2日・3日 Kアリーナ横浜（神奈川県）                   | 中村繪里子、今井麻美、仁後真耶子、浅倉杏美、平田宏美、若林直美、下田麻美、釘宮理恵、たかはし智秋、長谷川明子、原由実、沼倉愛美、滝田樹里                                                                | [ 68 ]               |
| 2025年 | 高槻やよい・水瀬伊織 twin live “いつまでもなかよし！”                          | 高槻やよい・水瀬伊織 twin live “いつまでもなかよし！”                          | 10月18日・19日 森のホール21 大ホール（千葉県）          | 高槻やよい、水瀬伊織 | [ 69 ]               |
| 2025年 | THE IDOLM@STER M@STERS OF IDOL WORLD 2025                                      | THE IDOLM@STER M@STERS OF IDOL WORLD 2025                                      | 12月12日・13日 京セラドーム大阪                         | 12日：中村繪里子、浅倉杏美、仁後真耶子、平田宏美、釘宮理恵、若林直美 13日：今井麻美、長谷川明子、原由実、たかはし智秋、沼倉愛美 ゲスト：日高里菜、田中あいみ（13日のみ）                                | [ 70 ] [ 71 ]        |
| 2026年 | 如月千早武道館単独公演「OathONE」                                              | 如月千早武道館単独公演「OathONE」                                              | 1月24日・25日 日本武道館（東京都）                      | 如月千早 | [ 72 ]               |
| 2026年 | THE IDOLM@STER Dearly Stars -Dearly, Dearly MEETING !!!-                       | THE IDOLM@STER Dearly Stars -Dearly, Dearly MEETING !!!-                       | 2月22日 日本工学院アリーナ（東京都）                    | 戸松遥、花澤香菜、三瓶由布子 | [ 73 ]               |
| 2026年 | Dearly Stars×vα-liv LIVE -UNDER ONE SKY !!!!!!-                                | Dearly Stars×vα-liv LIVE -UNDER ONE SKY !!!!!!-                                | 2月23日 日本工学院アリーナ（東京都）                    | 日高愛、水谷絵理、秋月涼 | [ 73 ]               |

### 参加イベント
| 公演年 | タイトル                                              | 公演日・会場                                                   | 出演者 | 出典            |
| ------ | ----------------------------------------------------- | -------------------------------------------------------------- | --- | --------------- |
| 2008年 | Animelo Summer Live 2008 -Challenge-                  | 8月31日 さいたまスーパーアリーナ（埼玉県）                     | 中村繪里子、今井麻美、たかはし智秋、下田麻美 | [ 74 ]          |
| 2008年 | 5pb. presents「EXTRA HYPER GAME MUSIC EVENT 2008」    | 10月13日 STUDIO COAST（東京都）                                | 今井麻美、仁後真耶子、平田宏美、長谷川明子 | [ 75 ]          |
| 2009年 | ブシロードカードゲームLIVE2009                        | 2月1日 日本青年館大ホール（東京都）                            | 今井麻美、仁後真耶子 | [ 76 ]          |
| 2009年 | Animelo Summer Live 2009 -RE:BRIDGE-                  | 8月23日 さいたまスーパーアリーナ（埼玉県）                     | 中村繪里子、今井麻美、仁後真耶子 | [ 77 ]          |
| 2010年 | ブシロードカードゲームLIVE2010                        | 2月6日 中野サンプラザ（東京都）                                | 中村繪里子、今井麻美、原由実、沼倉愛美 | [ 78 ]          |
| 2011年 | ブシロードカードゲームLIVE2011                        | 2月27日 パシフィコ横浜国立大ホール（神奈川県）                 | 原由実、沼倉愛美、浅倉杏美 | [ 79 ]          |
| 2011年 | Animelo Summer Live 2011 -rainbow-                    | 8月27日 さいたまスーパーアリーナ（埼玉県）                     | 中村繪里子、今井麻美、長谷川明子、原由実 | [ 80 ]          |
| 2011年 | リスアニ! LIVE 2011                                   | 12月4日 日本武道館（東京都）                                   | 中村繪里子、下田麻美、平田宏美、沼倉愛美、浅倉杏美 | [ 81 ]          |
| 2012年 | ACEスペシャルライブステージ                           | 3月31日 幕張メッセ（千葉県）                                   | 中村繪里子、長谷川明子、沼倉愛美、浅倉杏美 | [ 82 ]          |
| 2012年 | ニコニコ超パーティー                                  | 4月28日 幕張イベントホール（千葉県）                           | 中村繪里子、仁後真耶子、平田宏美、下田麻美 | [ 83 ]          |
| 2012年 | 電波研究社LIVE SPECIAL                                | 4月29日 幕張メッセ（千葉県）                                   | 今井麻美、長谷川明子、仁後真耶子、原由実、浅倉杏美 | [ 84 ]          |
| 2012年 | SUPER GAMESONG LIVE 2012 -NEW GAME-                   | 5月26日 パシフィコ横浜国立大ホール（神奈川県）                 | 今井麻美、長谷川明子、沼倉愛美 | [ 85 ]          |
| 2012年 | 音撃 〜Game Sound Impact 2012〜                       | 8月4日 下総運動公園（千葉県）                                  | 中村繪里子、原由実、浅倉杏美 | [ 86 ]          |
| 2013年 | リスアニ!LIVE-3                                       | 1月26日 日本武道館（東京都）                                   | 中村繪里子、今井麻美、若林直美、沼倉愛美 | [ 87 ]          |
| 2013年 | ニコニコ超アニソンフェス                              | 4月28日 幕張メッセ（千葉県）                                   | 下田麻美、原由実、沼倉愛美 | [ 88 ]          |
| 2014年 | 超音楽祭2014                                          | 4月27日 幕張メッセ（千葉県）                                   | 沼倉愛美、原紗友里、山崎はるか | [ 89 ]          |
| 2014年 | Animelo Summer Live 2014 -ONENESS-                    | 8月30日 さいたまスーパーアリーナ（埼玉県）                     | 中村繪里子、今井麻美、下田麻美、沼倉愛美、大橋彩香、福原綾香、原紗友里、青木瑠璃子、松嵜麗、佳村はるか、山崎はるか、田所あずさ、Machico、麻倉もも                                               | [ 90 ]          |
| 2014年 | Anime Festival Asia 2014 I LOVE ANISONG Concert       | 12月6日 サンテック・シンガポール国際会議展示場（シンガポール） | 今井麻美、原由実、沼倉愛美、大橋彩香、田所あずさ | [ 91 ]          |
| 2015年 | C3日本動玩博覧2015                                    | 2月7日 香港会議展覧中心（香港）                                | 福原綾香、原紗友里、青木瑠璃子、牧野由依、山本希望 | [ 92 ]          |
| 2015年 | 超音楽祭2015                                          | 4月25日 幕張メッセ（千葉県）                                   | 沼倉愛美、福原綾香、田所あずさ、藤井ゆきよ | [ 93 ]          |
| 2015年 | Animelo Summer Live 2015 -THE GATE-                   | 8月28日 さいたまスーパーアリーナ（埼玉県）                     | 中村繪里子、今井麻美、浅倉杏美、下田麻美、沼倉愛美、原由実 | [ 94 ]          |
| 2016年 | リスアニ!LIVE 2016                                    | 1月23日 日本武道館（東京都）                                   | 中村繪里子、浅倉杏美、沼倉愛美、大橋彩香、福原綾香、原紗友里、山崎はるか、Machico、麻倉もも | [ 95 ]          |
| 2016年 | 台北ゲームショウ 2016                                 | 2月2日 台北ワールドトレードセンター（台北市）                  | 中村繪里子、下田麻美、坂上陽三 総合プロデューサー | [ 96 ]          |
| 2016年 | C3日本動玩博覧2016                                    | 2月20日 香港会議展覧中心（香港）                               | 浅倉杏美、原由実、五十嵐裕美、松嵜麗 坂上陽三 総合プロデューサー | [ 97 ]          |
| 2016年 | MONACAフェス                                          | 4月30日 大宮ソニックシティ大ホール（埼玉県）                   | 長谷川明子、下田麻美、原由実、沼倉愛美、原紗友里、青木瑠璃子、五十嵐裕美 | [ 98 ]          |
| 2017年 | C3日本動玩博覧2017                                    | 2月10日 香港会議展覧中心（香港）                               | 中村繪里子、仁後真耶子、田所あずさ、伊藤美来、渡部優衣 |                 |
| 2018年 | C3日本動玩博覧2018                                    | 2月9日 香港会議展覧中心（香港）                                | 浅倉杏美、下田麻美、山崎はるか、諏訪彩花 |                 |
| 2019年 | バンダイナムコエンターテインメントフェスティバル      | 10月19日・20日 東京ドーム（東京都）                            | 19日：中村繪里子、今井麻美、平田宏美、沼倉愛美 20日：中村繪里子、今井麻美、仁後真耶子、若林直美、たかはし智秋、釘宮理恵、平田宏美、長谷川明子、沼倉愛美                                         | [ 99 ]          |
| 2020年 | リスアニ!LIVE 2020                                    | 2月9日 幕張メッセイベントホール（千葉県）                      | 中村繪里子、若林直美、たかはし智秋、長谷川明子、沼倉愛美 |                 |
| 2021年 | Bilibili World 2021 上海×日本特設会場                 | 7月11日 Bilibili 日本特設会場                                  | 中村繪里子、大橋彩香、山崎はるか、笠間淳、関根瞳 | [ 100 ]         |
| 2021年 | Animelo Summer Live 2021 -COLORS-                     | 8月27日 さいたまスーパーアリーナ（埼玉県）                     | 中村繪里子、今井麻美、長谷川明子、平田宏美、仁後真耶子、原由実、釘宮理恵 | [ 101 ]         |
| 2022年 | バンダイナムコエンターテインメントフェスティバル 2nd  | 5月14日・15日 ZOZOマリンスタジアム（千葉県）                   | 14日：中村繪里子、平田宏美、三宅麻理恵、五十嵐裕美、山崎はるか、黒木ほの香、前川涼子、田中あいみ 15日：中村繪里子、今井麻美、仁後真耶子、若林直美、たかはし智秋、釘宮理恵、平田宏美、長谷川明子 | [ 102 ]         |
| 2022年 | 『xR ARTISTS SUPER FES 2022』xR Millennium LIVE@Earth | 7月3日 会場不明（有料生配信のみ）                              | 中村繪里子、原由実、長江里加、ルゥティン、上田麗奈、南早紀、駒田航、深町寿成、涼本あきほ、幸村恵理                                                                                              | [ 103 ] [ 104 ] |

## Web動画
2020年7月24日より、15周年を記念してYouTubeに公式チャンネル「アイドルマスターチャンネル」が開設された。コンセプトは「YouTubeでプロデュースがもっと楽しくなる!すべての『アイドルマスター』プロデューサーさんたちの集う場所。」。これ以前にMVや生配信イベント等の関連動画はバンダイナムコエンターテインメント公式チャンネル（当時のチャンネル名は「876TV」）で配信されていたが、「アイドルマスターチャンネル」開設後は同チャンネルで配信されている（生配信イベントはニコニコ生放送の「バンダイナムコエンターテインメント 公式チャンネル」と同時配信）。
「アイドルマスターチャンネル」のメインMCとして、アシスタントプロデューサーがゲーム情報やYouTubeオリジナルコンテンツ等を紹介している。当初は「APさとほの」と「APかっしー」がそれぞれ出演していたが、「さとほの」は活動休止を経て2022年8月31日をもって卒業し、現在は「かっしー」のみが出演している。
テレビアニメ『THE IDOLM@STER』でプロデューサー役を演じた赤羽根健治による「アイマス給湯室」（主に過去のアニメやライブを振り返る企画等）やゲーム情報等を紹介する動画も配信されている。

## コラボレーション
太鼓の達人シリーズやテイルズ オブ シリーズなど、バンダイナムコエンターテインメントから発売されているゲームなどで多彩なコラボレーションが行われている。